# Austrohancockia gibba
Austrohancockia gibba är en insektsart som beskrevs av Liang och Z. Zheng 1991. Austrohancockia gibba ingår i släktet Austrohancockia och familjen torngräshoppor. Inga underarter finns listade i Catalogue of Life.